# Mitra contracta
Mitra contracta is een slakkensoort uit de familie van de Mitridae. De wetenschappelijke naam van de soort is voor het eerst geldig gepubliceerd in 1820 door Swainson.